# Acromitostoma hispanum
Espèce
Synonymes
- Nemastoma hispanum Roewer, 1919

Acromitostoma hispanum est une espèce d'opilions dyspnois de la famille des Nemastomatidae.

## Distribution
Cette espèce est endémique d'Espagne. Elle se rencontre en Andalousie et en Estrémadure.

## Description
Le mâle syntype mesure 2,3 mm et la femelle syntype 2,3 mm.

## Systématique et taxinomie
Cette espèce a été décrite sous le protonyme Nemastoma hispanum par Roewer en 1919. Elle est placée dans le genre Mitostoma par Roewer en 1951, dans le genre Centetostoma par Kratochvíl en 1958 puis dans le genre Acromitostoma par Gruber en 1976.

## Étymologie
Son nom d'espèce lui a été donné en référence au lieu de sa découverte, l'Hispanie.

## Publication originale
- Roewer, 1919 : « Über Nemastomatiden und ihre Verbreitung. » Archiv für Naturgeschichte, p. 83, no 2, p. 140–160.